# Comuna Pidlozți, Mlîniv
Pidlozți (în ucraineană Підлозці) este o comună în raionul Mlîniv, regiunea Rivne, Ucraina, formată din satele Pidlozți (reședința), Stavriv, Topillea, Velîke și Zahatînți.

## Demografie
Componența lingvistică a comunei Pidlozți
     Ucraineană (99,1%)
     Alte limbi (0,84%)
Conform recensământului din 2001, majoritatea populației comunei Pidlozți era vorbitoare de ucraineană (99,1%), existând în minoritate și vorbitori de alte limbi.